# Dolors Gómez Pardo
Dolors Gómez Pardo (Manresa) és una cuinera, fundadora ipresidenta de les Cuineres del Bages que va entrar en el món de la cuina d'una manera casual - es dedicava professionalment a donar classes d'arts aplicades.
Les seves alumnes d'aleshores li demanaven que els donés i expliqués les receptes de cuina catalana que tant esmentava a classe; allò va esdevenir fa vint-i-cinc anys en la creació de l'escola de cuina lleure on dirigeix i imparteix classes de cuina juntament amb la seva filla Dolors Castias. Al llarg d'aquests anys l'escola de cuina manresana ha estat un punt de difusió de la cuina de cassola, en el sentit que potencia i posa en valor els sabors, les aromes i la manera de fer de la cuina tradicional de la comarca del Bages. També ha participat com a presentadora i col·laboradora de diversos programes de cuina a la ràdio i la televisió, estant mereixedora de diversos premis gastronòmics, on s'han valorat tant la seva tasca docent com la seva creativitat culinària.
Ha publicat tres llibres de cuina, La paella pel mànec, Viena Edicions 2004, amb pròleg de Ferran Adrià on explica de manera planera i accessible receptes per iniciar-se a la cuina ; i Cuina per quedar bé, Viena Edicions 2008, amb pròleg de Carme Ruscalleda, on fa un recull de receptes acompanyades de consells i propostes de menús. Les cuineres del Bages, Ara llibres, 2013, on l'Associació de Cuineres del Bages ens acosta la seva comarca de la manera més deliciosa possible.

## Premis
- Premi Continuarà de Cultura edició de 2016 a l'Associació de Cuineres del Bages[5]
- Premi Honorífic de l'Escola d'Hoteleria Joviat edició de 2012 a Dolors Gómez[6]